# Хуаньсянь
Хуанься́нь (кит. упр. 环县, пиньинь Huán xiàn) — уезд городского округа Цинъян провинции Ганьсу (КНР).

## История
Во времена империи Цинь на этих землях был образован уезд Ицюй (义渠县). Во времена империи Западная Хань он был переименован в Юйчжи (郁郅县). Во время империи Восточная Хань сюда вторглись кочевники, и административные структуры были ликвидированы.
Во времена империи Тан в 707 году здесь был образован уезд Фанцюй (方渠县) области Цинчжоу (庆州). Затем он был понижен в статусе до посёлка, а в эпоху Пяти Династий, когда эти земли оказались в составе государства Поздняя Цзинь, в 939 году был создан уезд Тунъюань (通远县), где разместились власти области Вэйчжоу (威州). В 952 году, из-за практики табу на имена, чтобы избежать использования иероглифа «Вэй», которым писалось имя основателя государства Поздняя Чжоу Го Вэя, область Вэйчжоу была переименована в Хуаньчжоу (环州). В 957 году область Хуаньчжоу была преобразована в военный округ Тунъюань (通远军).
Во времена империи Сун в 994 году вновь была создана область Хуаньчжоу. Во времена монгольской империи Юань уезд Тунъюань был расформирован, и в составе области Хуаньчжоу не осталось ни одного уезда. Во времена империи Мин область была понижена в статусе, став уездом Хуаньсянь.
В 1949 году был образован Специальный район Цинъян (庆阳专区), и уезд вошёл в его состав. В 1955 году Специальный район Цинъян был присоединён к Специальному району Пинлян (平凉专区), но в 1962 году Специальный район Цинъян был воссоздан. В 1970 году Специальный район Цинъян был переименован в округ Цинъян.
В 2002 году округ Цинъян был преобразован в городской округ.

## Административное деление
Уезд делится на 9 посёлков и 11 волостей.